# Waltzing Matilda
Waltzing Matilda (англ. «Вальсуючи з Матильдою)  — австралійська пісня, яку часто називають «неофіційним гімном Австралії».
Пісня насичена австралійськими діалектизмами. За сюжетом безробітній бродяга (англ. swagman) вирішив відпочити під евкаліптовим деревом (англ. Coolibah tree) біля стоячого озерця (англ. billabong). Розвів багаття, поставив біллі (англ. billy, консервна банка для кип'ятіння води), зловив баранчика (англ. jumbuck) і запихнув його у мішок (англ. tucker bag), але тут з'явився сквотер (англ. squatter) з трьома поліцейськими (англ. troopers) і звинуватили його в крадіжці. Бродяга крикнув: «Живим ви мене не візьмете» і здійснив самогубство, стрибнувши в озерце. З того часу його привид блукає на тому місці.
Матильда, що згадується в пісні в кожному куплеті — не жінка, а заплічний мішок бродяги. «Вальсування з Матильдою» — піші подорожі з мішком за плечима, який на кожному кроці б'є по спині.
В 1977 році пісня була офіційним кандидатом на роль гімну Австралії; на національному референдумі поступилась пісні «Advance Australia Fair» (28,5 % проти 43,6 %).

## Текст пісні
Немає «офіційного» варіанту слів пісні. В різних джерелах пісня подається з незначними відмінностями. Версія, подана нижче, містить відомий рядок «You'll never catch me alive said he» (укр. «Ви ніколи не схопите мене живим, — сказав він»), який з'явився завдяки компанії «Billy Tea», яка адаптувала пісню під свою рекламну кампанію в 1903 році В оригінальному варіанті рядок виглядав як «drowning himself neath the Coolibah Tree» (укр. «утопивши себе біля евкаліптового дерева»).
Текст пісні, поданий нижче, відповідає варіанту компанії «Billy Tea».

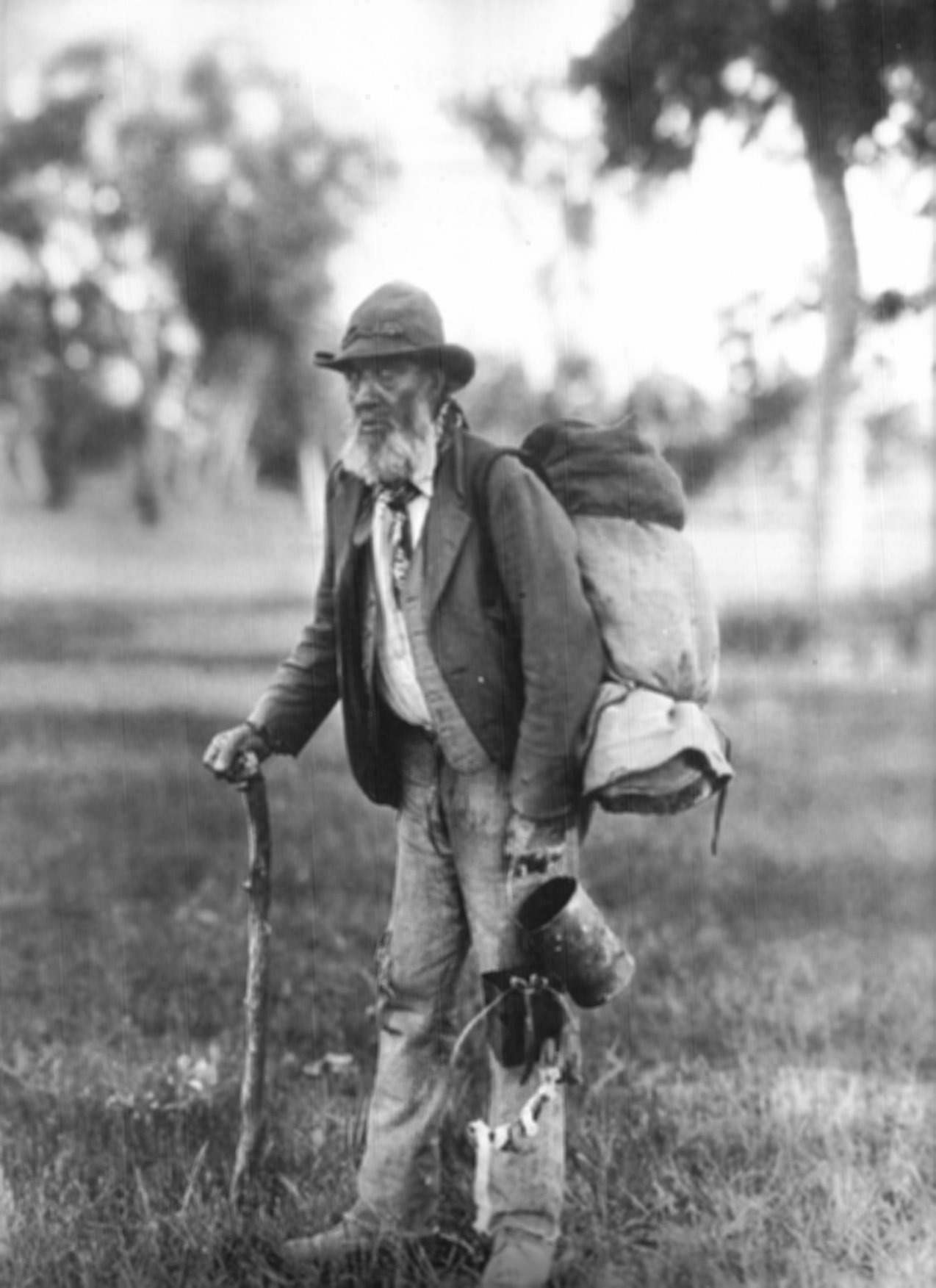
Старий бродяга — swagman

Once a jolly swagman camped by a billabong

Under the shade of a coolibah tree,

And he sang as he watched and waited till his «Billy» boiled,

«You'll come a-waltzing Matilda, with me.»

Приспів:

Waltzing Matilda, waltzing Matilda,

You'll come a-waltzing Matilda, with me,

And he sang as he watched and waited till his «Billy» boiled,

«You'll come a-waltzing Matilda, with me.»

Down came a jumbuck to drink at that billabong,

Up jumped the swagman and grabbed him with glee,

And he sang as he shoved that jumbuck in his tucker bag,

«You'll come a-waltzing Matilda, with me.»

(Приспів)

Up rode the squatter, mounted on his thoroughbred.

Down came the troopers, one, two, and three.

«Whose is that jumbuck you've got in your tucker bag?»

You'll come a-waltzing Matilda, with me.

(Приспів)

Up jumped the swagman and sprang into the billabong.

«You'll never catch me alive!» said he

And his ghost may be heard as you pass by that billabong:

«You'll come a-waltzing Matilda, with me.»

(Приспів)
1. ↑  інколи «stowed»
2. ↑  інколи «Where's that jolly jumbuck»